# Pleurothyrium oblongum
Pleurothyrium oblongum är en lagerväxtart som beskrevs av H. van der Werff. Pleurothyrium oblongum ingår i släktet Pleurothyrium och familjen lagerväxter. Inga underarter finns listade i Catalogue of Life.